# Вудбридж (Нью-Джерси)
Ву́дбридж Та́уншип или просто Вудбридж (англ. Woodbridge Township) — тауншип в округе Мидлсекс, Нью-Джерси, США.
Одно из старейших поселений в Нью-Джерси. Изначально занимал значительно бо́льшую территорию, но в разное время несколько частей Вудбриджа были преобразованы в самостоятельные города (тауншипы и боро) — современные Эдисон, Картерет, Рауэй, Метачен.
Население по данным Бюро переписи США на 2010 год составляло 99 585 человек. Входит в состав Нью-Йорк—Северный Нью-Джерси—Лонг-Айленд метрополитенского статистического ареала. Бо́льшая часть населения — белые (59,18%), есть значительная доля выходцев из Азии (22,42%)
На территории тауншипа располагаются несколько железнодорожных платформ — Метропарк, Авенел и Вудбридж — с пригородным сообщением до Нью-Йорка, осуществляемым компанией Нью-Джерси Транзит.

## География
По данным Бюро переписи населения Соединенных Штатов, общая площадь этого населенного пункта составляет 63,47 км2, в том числе 60,12 км2 земли и 3,35 км2 воды.

## Правительство
Мэр города Вудбридж-демократ Джон Маккормак , срок полномочий которого заканчивается 31 декабря 2019 года . Маккормак был впервые избран 7 ноября 2006 года и приведен к присяге 14 ноября 2006 года 

### Политика
По состоянию на 23 марта 2011 года в Вудбридже насчитывалось в общей сложности 54 674 зарегистрированных избирателей, из которых 20 900 (38,2%) были зарегистрированы как демократы, 6135 (11,2%) были зарегистрированы как республиканцы и 27 611 (50,5%) были зарегистрированы как неаффилированные . В других партиях было зарегистрировано 28 избирателей 

## Экономика
Вудбридж-Центр с общей арендуемой площадью 151700 кв м, является третьим по величине торговым центром в Нью-Джерси 

## Достопримечательности
Дом Джонатана Синглетари Данхэма был построен недалеко от места расположения самой ранней мельницы Гриста в Нью-Джерси Джонатаном Синглетари Данхэмом, который был членом Конгресса провинции Нью-Джерси и является восьмым прадедом президента Барака Обамы.
Центр диагностики и лечения для взрослых является исправительным учреждением, находящимся в ведении Департамента исправительных учреждений штата Нью-Джерси . Это учреждение, расположенное в районе поселка Авенель обеспечивает лечение осужденных за сексуальные преступления